# Подгайный, Иван Петрович
Иван Петрович Подгайный — советский хозяйственный и политический деятель.

## Биография
Родился в 1923 году в селе Узморье. Член КПСС.
Участник Великой Отечественной войны: военный радист 1-го класса, комсорг батареи, командир отделения радиосвязи 543-го отдельного истребительно-противотанкового артиллерийского полка
В 1961 г. — директор Саратовского механического завода.
В 1968—1975 гг. — первый секретарь Энгельсского горкома КПСС.
В 1975—1983 гг. — председатель Саратовского областного комитета народного контроля.
Делегат XXIV съезда КПСС.
Умер в 2005 году в Саратове.

## Награды
- Орден Отечественной войны I степени
- Орден Отечественной войны II степени
- Орден Трудового Красного Знамени
- Орден Красной Звезды
- Орден Знак Почёта
- Медаль «За отвагу»